# Regering-Leterme (Vlaanderen)
De regering-Leterme (22 juli 2004 - 27 juni 2007) is een voormalige Vlaamse regering.
Na de regionale verkiezingen van 14 juni 2004 werd het politieke landschap in Vlaanderen grondig veranderd. Door de zetelverdeling in het Vlaams parlement en het Cordon sanitaire bood enkel een coalitie tussen de drie grote kartels een ruime meerderheid.
Door de kartelvorming bestond deze regering uit 5 verschillende partijen. Het kartel CD&V/N-VA leverde vier ministers. Drie van hen, waaronder minister-president Leterme, waren van CD&V-signatuur en één behoorde tot de N-VA. VLD-Vivant leverde drie VLD-ministers. Ook het sp.a-Spirit-kartel beschikte over drie ministers, waaronder twee sp.a'ers en één spiritist.
Als titel kreeg het regeerakkoord  'Vertrouwen geven, verantwoordelijkheid nemen'  mee. Dit regeerakkoord werd berucht door de eis dat het kiesdistrict Brussel-Halle-Vilvoorde "onverwijld" gesplitst moest worden. De kwestie sleepte zich vervolgens tot 2011 voort.
Hoewel minister-president Yves Leterme bij het begin van de regering beloofde dat hij en de andere CD&V ministers "de hele rit zouden uitdoen" en hetzelfde verwachtte van de ministers voorgedragen uit andere partijen, stapten Leterme en collega CD&V minister Inge Vervotte op 27 juni 2007 uit de Vlaamse Regering om mee te onderhandelen in de vorming van een nieuwe federale regering. Kris Peeters werd door Leterme voorgedragen als nieuwe minister-president en Hilde Crevits en Steven Vanackere als nieuwe minister.

## Verloop
Het regeerakkoord tussen de onderhandelaars van CD&V, VLD, sp.a, Spirit en N-VA werd op maandag 19 juli bereikt. De centrale thema's zijn ondernemen, werk, wonen, zorg, onderwijs en inburgering. Op donderdag 22 juli legden de ministers van de Vlaamse regering-Leterme I dan de eed af in het Vlaams Parlement. Ze kreeg het vertrouwen met 82 stemmen voor en 38 tegen. De grootse meerderheid ooit voor een Vlaamse regering.

### Brussel-Halle-Vilvoorde

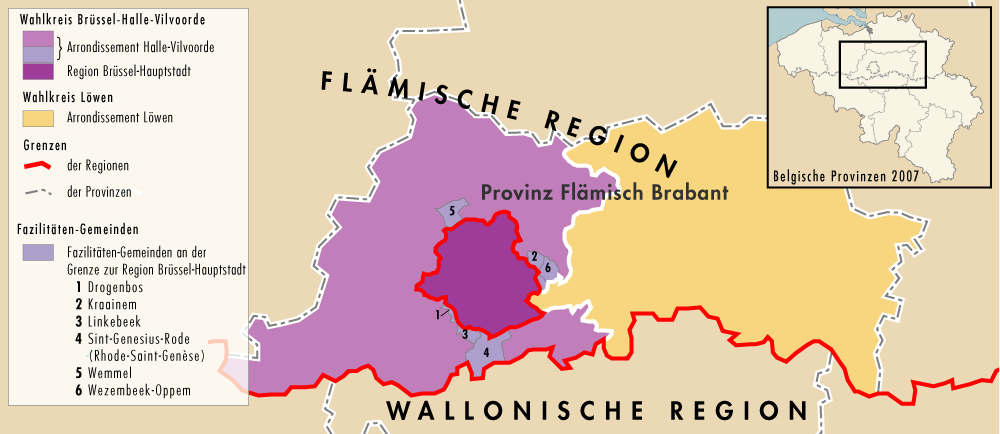
BHV (paars) en de taalgrenzen (rood).

Het federale dossier Brussel-Halle-Vilvoorde had een grote invloed op het verloop van deze regering. De kwestie zorgde dikwlijs voor spanningen tussen de Vlaamse partijen. De crisis bereikte een hoogtepunt toen de federale regering-Verhofstadt II besliste om het dossier voor zich uit te schuiven en tot de orde van de dag over te gaan. Die beslissing had grote gevolgen voor Vlaanderen want hierdoor zou een deel van het Vlaamse regeerakkoord niet worden uitgevoerd.
Deze crisis zorgde voor een breuk tussen CD&V/N-VA en VLD/Sp.a-Spirit. Vele Vlaams-nationalisten en christendemocraten voelde zich bedrogen door de socialisten en liberalen om BHV niet te willen splitsen op federaal niveau. VLD en sp.a-Spirit kozen immers voor het voortbestaan van de regering-Verhofstadt in de plaats van de regering-Leterme. Hierdoor raakte de werkzaamheden van de Vlaamse regering een tijdje stil.
Minister-president Yves Leterme probeerde alle Vlaamse regeringspartijen weer op één lijn te krijgen. Een opdracht dat niet zo evident was, het wantrouwen tussen CD&V/N-VA enerzijds en VLD en sp.a-Spirit anderzijds was groot. De frustraties waren zo groot dat er zelfs sprake was van een val van de Vlaamse regering.
De partijen verzoenden zich uiteindelijk wel, maar de communautaire spanning bleef aanwezig. De Vlaamse regering ging haar beleid in de Vlaamse rand verstrengen. Goedkoop huisvestingsprogramma exclusief voor Vlamingen in Vlaams-Brabant, zelf inspecteren in Franstalige scholen in de faciliteitsgemeenten en de rondzenbrief over het taalgebruik van de gemeentelijke overheid werd nog verscherpt. Het zijn slechts enkele van de maatregelen waarmee de Vlaamse regering haar bevoegdheid over de BHV-regio ten volle wilde uitspelen. De bedoeling was om een verdere verfransing van de streek tegen te gaan. Franstalige politici reagerden geschokt op het beleid en spraken van discriminatie.

### Spanning met federale regering
Heel de legislatuur was er een spanning tussen de Vlaamse en federale regering en niet enkel over communautaire dossiers: de regering-Leterme voelde zich bestolen door de regering-Verhofstadt, die een socialezekerheidsbijdrage eiste op het vakantiegeld van de Vlaamse ambtenaren. De twee regeringen maakten ruzie over de HRF-normen, de afspraken over het beoogde Vlaamse begrotingsoverschot, die indirect de beleidsruimte bepalen. Leterme was kwaad omdat de federale overheid minder geld ging geven aan innovatie, terwijl de Vlaamse er net 75 miljoen euro extra aan uitgaf. En een paar weken voor Vlaanderen zijn Innovatiefonds aankondigde, pakte de federale overheid uit met een gelijkaardig fonds dat investeert in innoverende bedrijven.

## Beleid en maatregelen
- Welzijn, zorg en gezin
  - Extra plaatsen in Vlaamse kinderopvang.[6]
- Financiën
  - Oprichting toekomstfonds om later economisch moeilijke jaren te overbruggen.[7]
  - Lastenverlaging voor alle Vlamingen.[8]
- Werk
  - Opleiding voor alle jongeren in het deeltijds beroepsonderwijs, werkpremie voor vijftigplussers, diploma werkervaring en instapopleidingen voor knelpuntberoepen.[9]
  - Oprichting ervaringsclubs, waar werkzoekende vijftigplussers terechtkunnen voor sollicitatietrainingen en informatie.[10]
  - Oprichting van het Vlaams Agentschap Ondernemen met een ondernemersloket.[11]
- Binnenlands bestuur
  - Gemeentedecreet van 1 januari 2007:
    - De burgemeester is niet langer automatisch de voorzitter van de gemeenteraad.
    - OCMW-voorzitter maakt in alle gemeenten verplicht deel uit van het schepencollege.
    - De schepenen worden niet meer verkozen in een geheime stemming, maar door de gemeenteraad benoemd.[12]

  - De verplichting om een inburgeringstraject te volgen wordt uitgebreid naar vrijwel alle nieuwkomers.
- Buitenlands beleid
  - Oprichting Vlaams Verbindingsagentschap om de belangen van Vlaanderen te behartigen bij en in EU-verband.[13]
- Mobiliteit
  - Heraanleg van de N8 Ieper-Veurne tot een weg met snelwegstatus. Een weg om Gent, Kortrijk en Frankrijk vlot met de Westkust te verbinden.[14]

## Samenstelling
De regering-Leterme I bestond uit 10 ministers (9 ministers + 1 minister-president). Het kartel CD&V/N-VA had 4 ministers (CD&V 3 ministers, inclusief de minister-president, en N-VA 1 minister), VLD 3 en het kartel sp.a/spirit eveneens 3 (2 voor sp.a en 1 voor Spirit). De samenstelling wijzigde niet tijdens de legislatuur.
| Ambtsbekleder                                                                            | Ambtsbekleder | Ambtsbekleder              | Ministerie                                                          | Partij |
| ---------------------------------------------------------------------------------------- | ------------- | -------------------------- | ------------------------------------------------------------------- | ------ |
|                                                                                          |               | Yves Leterme (1960)        | Minister-president                                                  | CD&V   |
| Minister Institutionele Hervormingen, Landbouw, Zeevisserij, Havens en Plattelandsbeleid |               | Yves Leterme (1960)        |                                                                     | CD&V   |
|                                                                                          |               | Fientje Moerman (1958)     | Viceminister-president                                              | VLD    |
| Minister Economie en Ondernemen, Wetenschap, Innovatie en Buitenlandse Handel            |               | Fientje Moerman (1958)     |                                                                     | VLD    |
|                                                                                          |               | Frank Vandenbroucke (1955) | Viceminister-president                                              | sp.a   |
| Minister Werk, Onderwijs en Vorming                                                      |               | Frank Vandenbroucke (1955) |                                                                     | sp.a   |
|                                                                                          |               | Inge Vervotte (1977)       | Minister Welzijn, Volksgezondheid en Gezin                          | CD&V   |
|                                                                                          |               | Dirk Van Mechelen (1957)   | Minister Financiën en Begroting en Ruimtelijke Ordening             | VLD    |
|                                                                                          |               | Bert Anciaux (1959)        | Minister Cultuur, Jeugd, Sport en Brussel                           | Spirit |
|                                                                                          |               | Geert Bourgeois (1951)     | Minister Bestuurszaken, Buitenlands Beleid, Media en Toerisme       | N-VA   |
|                                                                                          |               | Kris Peeters (1962)        | Minister Openbare Werken, Energie, Leefmilieu en Natuur             | CD&V   |
|                                                                                          |               | Marino Keulen (1963)       | Minister Binnenlandse Bestuur, Stedenbeleid en Wonen en Inburgering | VLD    |
|                                                                                          |               | Kathleen Van Brempt (1963) | Minister Mobiliteit, Sociale Economie en Gelijke Kansen             | sp.a   |

### Opmerkingen
- Voormalig UNIZO-topman Kris Peeters was de enige minister die daarvoor geen politicus was. Het was al sinds het begin van de jaren '90 geleden dat een niet-politicus in een regering werd opgenomen. Die eer was toen voor Mieke Offeciers-Van De Wiele, die CVP-minister van Begroting werd. Het draaide uit op een mislukking omdat ze nooit aan de politieke zeden gewoon raakte.[15]

Geens I · 
Geens II · 
Geens III · 
Geens IV · 
Van den Brande I · 
Van den Brande II · 
Van den Brande III · 
Van den Brande IV · 
Dewael · 
Somers · 
Leterme · 
Peeters I · 
Peeters II · 
Bourgeois · 
Homans · 
Jambon ·
Diependaele